# Mary Sey
Pour les articles homonymes, voir Sey.
Mary Mam Yassin Sey, également connue sous le nom de Mary Mamyassin Sey, née le 21 mars 1952 et morte le 20 août 2024, est une juge gambienne, juge à la Cour suprême de Gambie et qui a également été juge à la Cour suprême de Vanuatu (en).

## Biographie

### Début de carrière
Mary Sey est la première femme juge en Gambie lors de sa nomination à la Haute Cour de Gambie dans les années 1990,,,.
Elle travaille pour les Nations unies (ONU) et la Communauté économique des États de l'Afrique de l'Ouest (CEDEAO) au Liberia, ainsi que comme conseillère juridique au Bureau du Représentant spécial du Secrétaire exécutif de la CEDEAO. En février 2007, Sey a été nommée à la Haute Cour de Sierra Leone dans le cadre du programme de développement du secteur de la justice du British Council. Pendant son séjour en Sierra Leone, elle condamne un membre du gouvernement à cinq ans d'emprisonnement dans une affaire de corruption. Elle sert jusqu'en novembre 2010, date à laquelle elle est envoyée par le Secrétariat du Commonwealth pour servir de juge au Swaziland. Elle signe un contrat de deux ans avant d'être réaffectée.

### Cours suprêmes

#### Vanuatu
En 2012, Mary Sey est affectée par le Secrétariat du Commonwealth (en) à la Cour d'appel de Vanuatu, dans le Pacifique. En 2014, elle est promue à siéger à la Cour suprême de Vanuatu.
Fin 2015, Mary Sey supervise une affaire de corruption historique à Vanuatu où seize députés sont jugés pour corruption. Sey décide que les seize personnes seront jugées en vertu du Code pénal et de la loi sur le code du leadership (Leadership Code Act), bien que personne n'ait été jugé en vertu de la loi sur le code du leadership à Vanuatu depuis sa promulgation en 1998. Parmi les personnes jugées figurent le vice-Premier ministre sortant, Moana Carcasses Kalosil, quatre autres ministres, le président du Parlement, Marcellino Pipite, et deux secrétaires parlementaires. Au cours de l'affaire, Sey met en garde Carcasses contre les menaces de témoins après que l'un d'entre eux a signalé à la police avoir reçu des menaces. Sey avertit Carcasses que ses conditions de libération sous caution seraient révoquées. 
Dans le jugement, quatorze prévenus sont condamnés, un ayant plaidé coupable avant l'affaire et un autre ayant été acquitté. Sey dit aux condamnés : « On vous a donné pouvoir et autorité. Avec le pouvoir et l'autorité, vient une obligation de confiance. Vous avez trahi cette confiance et, pour ce faire, vous avez sapé l'institution même qu'il était de votre devoir de défendre ». Un appel a depuis conclu que la décision de Sey « était pleinement justifiée ».
En 2017, Sey part en tant que juge de la Cour suprême de Vanuatu (en).

#### Gambie
Mary Sey est nommée juge à la Cour suprême de Gambie en avril 2017 par le président de la république de Gambie, Adama Barrow.